# لاري كوهن
لاري كوهن (بالإنجليزية: Larry Cohen)‏ (7 نوفمبر 1987 بجوهانسبرغ في جنوب أفريقيا - ) هو لاعب كرة قدم جنوب أفريقي في مركز الدفاع. شارك مع منتخب ليتوانيا لكرة القدم. أما مع النوادي، فقد لعب مع أياكس كيب تاون وبيدفيست ويتس ونادي مبومالانجا بلاك أسأت وموروكا سوالوز ونادي جومو كوزموز وChippa United F.C. ‏ وويتبانك سبورز ‏.

## وصلات خارجية
- لاري كوهن على موقع قاعدة بيانات كرة القدم.إي يو (الإنجليزية)
- لاري كوهن على موقع Soccerway.com (الإنجليزية)